# Robin Berlijn

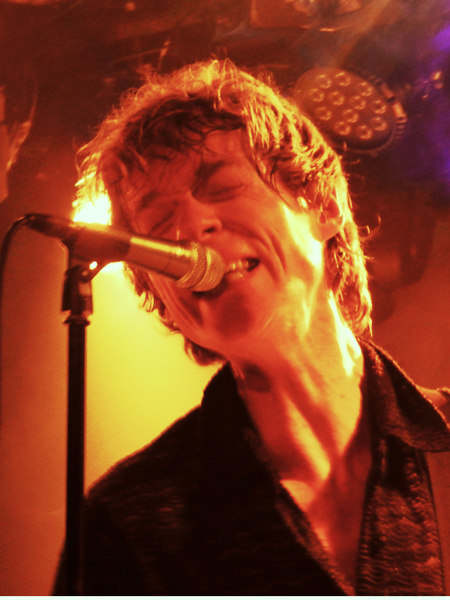
Robin Berljn am 8. Mai 2014 in Utrecht im Ekko mit den Sky Pilots.

Robin Berlijn (* 3. April 1971 in Den Haag) ist ein niederländischer Gitarrist.

## Fatal Flowers
Mit zehn Jahren kaufte Berlijn sich eine Akustikgitarre und brachte sich das Spielen selbst bei. 1988, im Alter von siebzehn Jahren, trat er der niederländischen Band Fatal Flowers bei. Nachdem sich diese Gruppe 1990 aufgelöst hatte, reiste er 1991 nach London, wo er unter anderem mit The Satyrs und Martin Turner von Wishbone Ash zusammenarbeitete.
1994 kehrte er in die Niederlande zurück und arbeitete unter anderem mit Wally Tax und dem ehemaligen Fatal-Flowers-Sänger Richard Janssen zusammen.
1995 veröffentlichte er eine Single mit der Band 13, die neben Berlijn aus dem Fatal Flowers-Schlagzeuger Henk Jonkers und dem Bassisten Dick Brouwers bestand, auf Nothing Sucks Like Electrolux, das später zu Excelsior Recordings wurde. Erst 2010 wurde dann ein Album veröffentlicht.

## Bands und Projekte
Im Jahr 2000 ging Berlijn mit der Theatergruppe Gebroeders Flint (de: Gebrüder Flint) auf Tournee. 2001 trat er der Begleitband von Ellen ten Damme bei, mit der er auf Festivals wie Lowlands, Pinkpop und De Parade spielte. Aus der Zusammenarbeit mit Ten Damme entwickelte sich auch eine persönliche Liebesbeziehung. Zusammen mit Ten Damme trat er unter anderem mit dem North Netherlands Orchestra und Michiel Borstlap auf. 
2003/2004 war er mit Sam Lapides (Gosthouse, Folkminers) auf Tour.
2007 nahm er mit Ellen ten Damme an der Theatertournee „Von Kopf bis Fuss“ teil und produzierte ihr Album „Impossible Girl“. Berlin arbeitete auch mit dem deutschen Sänger Udo Lindenberg und der Transvestitengruppe Vera Springveer zusammen.
Ab 2008 spielte Berlijn bei Kane, deren CD No Surrender Goldstatus erreichte. Das Lied „Love over Healing“, der Titelsong des Spielfilms „Comes a Woman to the Doctor“, gewann einen Rembrandt Award als bester Filmhit. Im Jahr 2010 gewann er mit Kane den 3FM Awards für die beste Single (No yield) und als beste Band. 2013 nahm sich Berlijn zunächst eine Auszeit; 2014 löste sich die Band Kane auf.
Berlijn spielte dann insbesondere mit Matthijs van Duijvenbode in der Band Sky Pilots.

## Amsterdam Tapes
Am 4. Juni 2006 war er an einem niederländischen Event beteiligt, der zu Ehren von Adrian Borland im Paradiso (Amsterdam) stattfand und das (im gleichen Jahr postum veröffentlichte) Album The Amsterdam Tapes von Adrian Borland präsentierte, welches auf Aufnahmen von 1992 basiert.
Die Eventband an diesem Abend bildeten:
- Gitarre:           Robin Berlijn
- Gitarre:           Jac Bico (The Analogues)
- Bass:              Bart van Poppel (The Analogues)
- Keyboards:         Eddy Steeneken (Moke)
- Schlagzeug:        Leon Klaasse (The Analogues)
- Background-Gesang: Elisabeth Esselink

Als Vertreter von Borland bei der männlichen Gesangsstimme wechselten sich Mark Burgess (The Chameleons), Felix Maginn (Moke) Simon Breed, Kevin Hewick, Maurits Westerik (GEM) und Carlo van Putten (The Convent, White Rose Transmission) ab.

## Reunion Fatal Flowers, Moke, Johan
2015 ersetzte er das Gründungsmitglied Phil Tilli in der Band Moke und spielte bei Johan.
2019 nah m Berlijn an der Reunuion-Tour der Fatal Flowers teil. 2024 ist eine Tour mit der Band Johan durch die Niederlande geplant.

## Diskografie
- Fatal Flowers; siehe Fatal Flowers